# Backbreaker

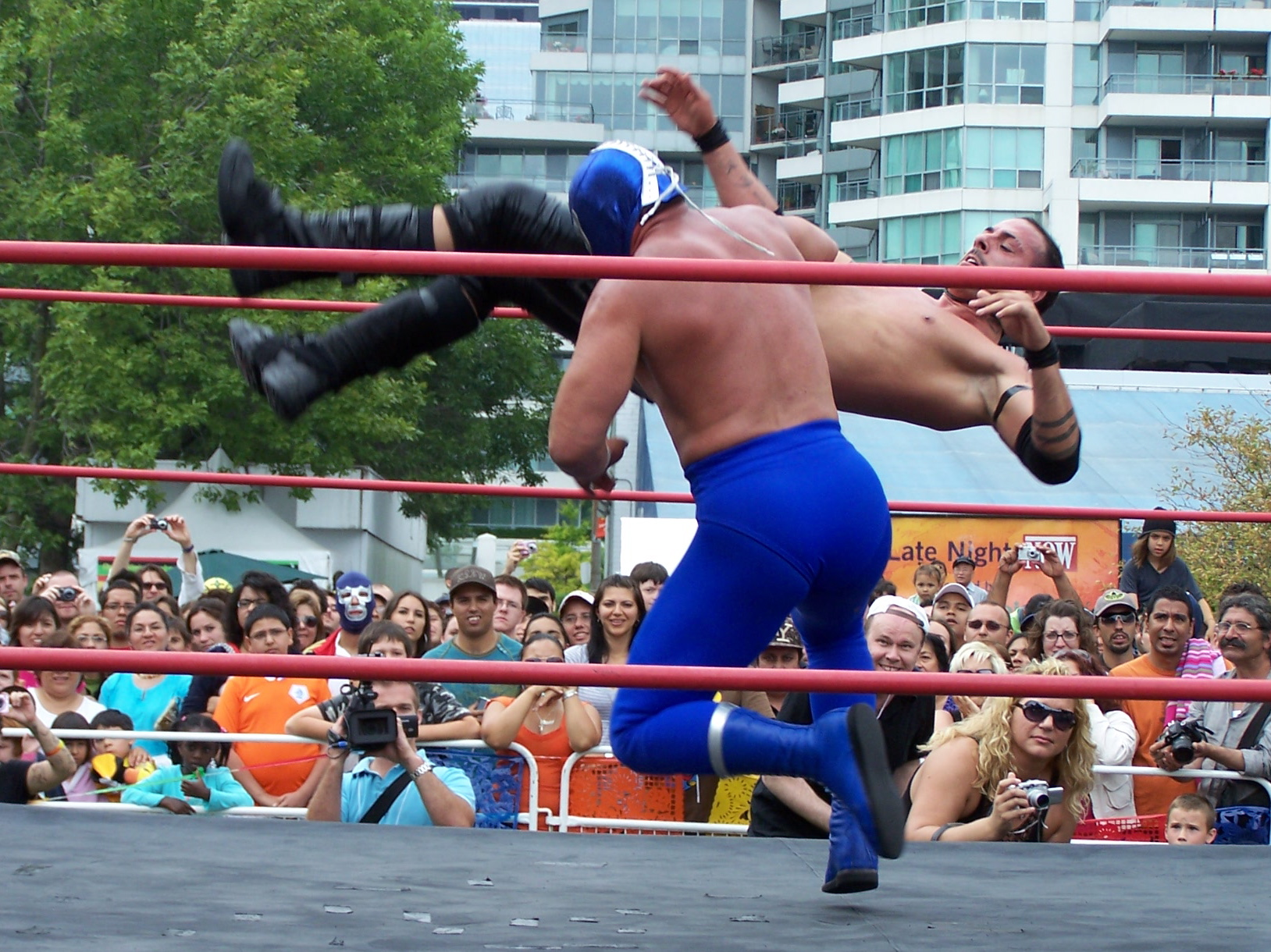
Luchador wykonujący manewr knee backbreaker na swoim przeciwniku.

Backbreaker (ang. łamacz pleców) – manewr w wrestlingu, polegający na złapaniu przeciwnika – najczęściej za pas lub szyję, podniesieniu przeciwnika i wykonaniu rzutu oponentem, najczęściej na własne kolano. Działanie jest niebezpieczne ze względu na liczne kontuzje i urazy pleców powstające przy wykonywaniu tego chwytu. Do najbardziej znanych należą Back Stabber (Carlito) oraz Lethal Combination (Jay Lethal).

## Warianty we wrestlingu

### Backbreaker rack
Wśród manewrów backbreaker rack wyróżnić można trzy warianty: 1) Argentine backbreaker rack, 2) Gory special i 3) Overhead gutwrench backbreaker rack. Argentine backbreaker rack znany również pod nazwą Torture rack polega na umieszczeniu przeciwnika na własnych barkach (przeciwnik leży plecami na barkach zawodnika wykonującego manewr w pozycji krzyżowej, zawodnik wykonujący trzyma go własnymi rękoma za udo i za głowę) i potrząsaniu nim w celu zadania oponentowi bólu. Manewr ten jest działaniem nastawionym na poddanie przeciwnika (submission). Istnieje również wariant Argentine backbreaker drop gdzie zawodnik wykonujący chwyt wykonuje z przeciwnikiem przysiad efektownie „łamiąc” go na własnych barkach – tego rodzaju wariację wykonywała m.in. Nikki Bella.
Drugim z wariantów jest Gory special. Przeciwnik wisi na zawodniku wykonującym w pozycji plecami do niego. Zawodnik wykonujący chwyta za ręce tak umieszczonego oponenta i naciąga ręce przeciwnika jednocześnie wykonując skłon do przodu razem z opartym na sobie oponentem. Manewr ten spopularyzował i zastosował jako pierwszy Gory Guerrero.
Trzeci wariant stanowi Overhead gutwrench backbreaker rack, który znany jest również jako Canadian backbreaker rack. Wrestler podnosi przeciwnika, łapiąc go w pozycji „odwrotnego pasa” po czym wynosi na własne ramię i potrząsa nim na swoim ramieniu w celu osiągnięcia poddania się oponenta. Występuje również wariant w wersji underhook gdzie wrestler podnosi swojego oponenta zahaczając rękoma o ręce przeciwnika i wynosząc go do góry, po czym upada z nim efektownie go „łamiąc” – ten manewr spopularyzował Colt Cabana, który nadał mu miano Colt .45.

### Backbreaker drop
Wrestler podnosi przeciwnika albo jak do manewru argentine backbreaker lub overhead gutwrench backbreaker rack po czym wykonuje z nim upadek, efektownie „łamiąc” oponenta. Wrestler wykonujący manewr może upaść z trzymanym przeciwnikiem albo na własne kolana albo robiąc przysiad.

### Belly to backsuplexbackbreaker
Znany również jako belly to back backbreaker. Wrestler łapie za przeciwnika za pas – tak jak do rzutu belly-to-back suplex po czym rzuca nim na własne kolano.

### Catapult backbreaker
Wrestler wykonujący manewr podnosi przeciwnika nad głowę, chwytając za udo i podpierając klatkę piersiową przeciwnika drugą ręką (jak w manewrze Gorilla press slam) po czym rzuca oponenta na własne kolano.

### Chokeslambackbreaker
Często nazywany po prostu jako chokebreaker. Jest to chokeslam wykonywany na kolano w celu efektownego „złamania pleców” przeciwnika. M.in. Baron Corbin wykonywał ten manewr w swoich walkach.

### Cobra clutch backbreaker
Połączenie duszenia cobra clutch z manewrem backbreaker. Wrestler zakłada duszenie cobra clutch na gardło przeciwnika, po czym ściąga plecy oponenta do tyłu na własne kolano.

### Double knee backbreaker
Wrestler chwyta za ręce przeciwnika zaciągając je do tyłu, po czym ściąga przeciwnika do tyłu, jednocześnie wykonując podskok i układając obie nogi na plecach przeciwnika. Ten manewr również nazywany jest mianem backstabber, backcracker lub lung blower. Manewr ten spopularyzował Carlito oraz Sasha Banks, która nazwała go Bank Statement.

### Double underhook backbreaker
Zawodnik wykonujący zahacza własnymi rękoma za ręce przeciwnika (jak w manewrze Pedigree), podnosi oponenta do góry, po czym rzuca go na własne kolano. Manewru tego używał CM Punk, który wykonywał ten manewr pod nazwą Welcome to Chicago Motherfucker.

### Fireman's carry backbreaker
Wrestler podnosi swoje przeciwnika w pozycji fireman's carry (tzw. „dżaksarowa”; oponent wisi na barkach przeciwnika w pozycji krzyżowej) po czym rzuca go na własne kolano.

### Full nelson backbreaker
Wrestler zakłada przeciwnikowi pełnego nelsona po czym podnosi w takiej pozycji przeciwnika do góry i rzuca na własne kolano.

### Half nelson backbreaker
Zawodnik zakłada przeciwnikowi chwyt półnelsona (nelson z wykorzystaniem jednej ręki) po czym podnosi go i rzuca na kolano. Roderick Strong używał tego manewru w swoich walkach.

### Inverted headlock backbreaker

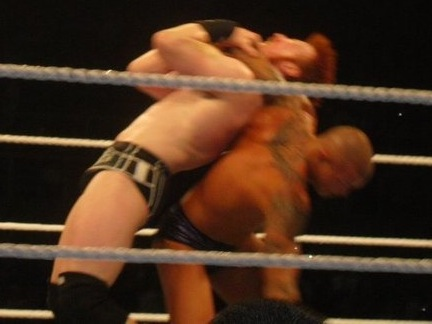
Randy Orton wykonujący inverted headlock backbreaker na Sheamusie.

Wrestler chwyta całym przedramieniem za gardło przeciwnika, po czym naciąga go na własne plecy efektownie „łamiąc”. Z tego manewru korzystał m.in. Randy Orton.

### Inverted facelock backbreaker
Znany również pod nazwami inverted three-quarter facelock neckbreaker lub neckbreaker (slam) backbreaker. Wrestler chwyta przeciwnika od tyłu za kark oburącz po czym ściąga go do maty, jednocześnie wystawiając kolano i efektownie „łamiąc” jego plecy.

### Mat backbreaker
Zawodnik chwyta oponenta z tyłu za głowę lub włosy po czym ściąga go do tyłu na własne kolano. Tego manewru używała m.in. Alexa Bliss. W zależności od tego czy zawodnik chwyta za głowę czy za włosy swojego oponenta manewr ten przyjmuje następujące nazwy: Hair-pull backbreaker lub Head-pull backbreaker.

### Pendulum backbreaker
Jest to standardowy backbreaker. Wrestler łapie przeciwnika za pas i za jedną z nóg – podnosi oponenta do góry i upuszcza go na własne kolano.

### Backbreaker submission
Ten manewr na ogół wykorzystywany jest po akcji pendulum backbreaker. Po wykonaniu pendulum backbreakera, wrestler pozostawia przeciwnika na własnym kolanie, jednocześnie jedną ręką trzymając za podbródek przeciwnika i naciskając podbródek oponenta co ma na celu wymuszenie poddania się przeciwnika.

### STO backbreaker
Zawodnik stojący frontem do oponenta łapie go jednym przedramieniem za kark po czym ściąg na własne kolano.

### Tilt-a-whirl backbreaker
Wrestler wykonuje obrót przeciwnikiem w powietrzu, po czym kończy manewr rzutem oponentem na własne kolano.

### Powerbomb backbreaker
Wrestler wykonuje manewr powerbomb, jednak nie rzuca przeciwnika na matę ringu lecz na własne kolana.

### Side slam backbreaker
Zawodnik stojący frontem do oponenta łapie go jednym przedramieniem za kark po czym podnosi do góry i rzuca na własne kolano. Manewr ten spopularyzował Sheamus, który nadał mu miano Irish Curse Backbreaker. Istnieje również rzut o nazwie Swinging side slam backbreaker, gdzie wrestler wpierw łapie przeciwnika w pozycji powerslam po czym obraca nim i rzuca na własne kolano.

### Sidewalk slam backbreaker
Wrestler łapie przeciwnika jak w manewrze pendulum backbreaker, robi z nim w takiej pozycji kilka kroków w ringu, po czym rzuca oponenta na własne kolana.

### Sunset flip backbreaker
Zawodnik łapie za pas pochylonego przeciwnika, jednocześnie wykonując przewrotkę do przodu i ściągając na własne kolana przeciwnika.

### Schmidt Backbreaker
Zawodnik podnosi przeciwnika w pozycji krzyżowej jak do rzutu powerslam po czym obala oponenta na własne kolano. Nazwa pochodzi od Hansa Schmidta – kanadyjskiego wrestlera, który często wykorzystywał ten manewr jako własnego finishera.

## Galeria

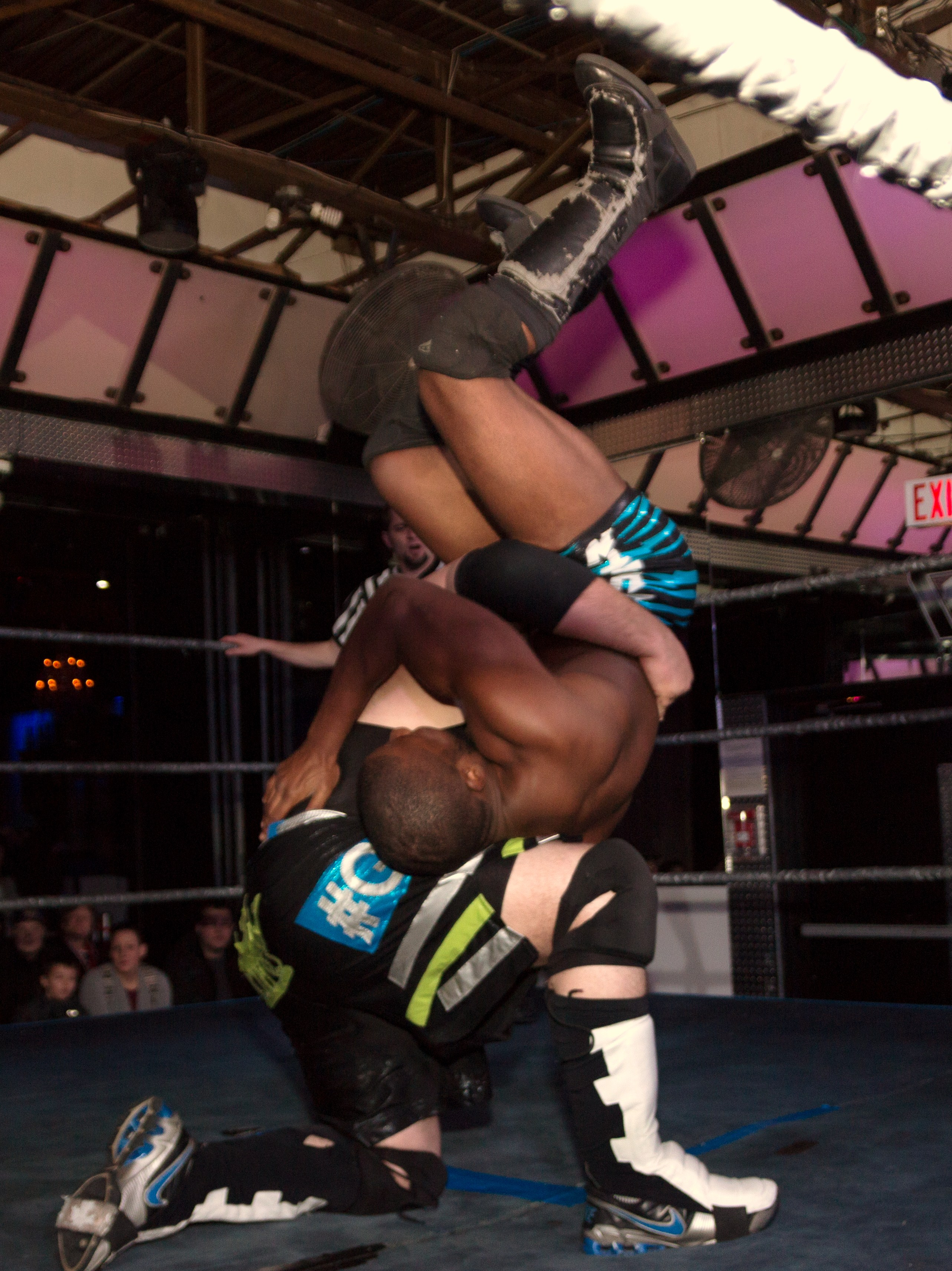
Tilt-a-whirl backbreaker.
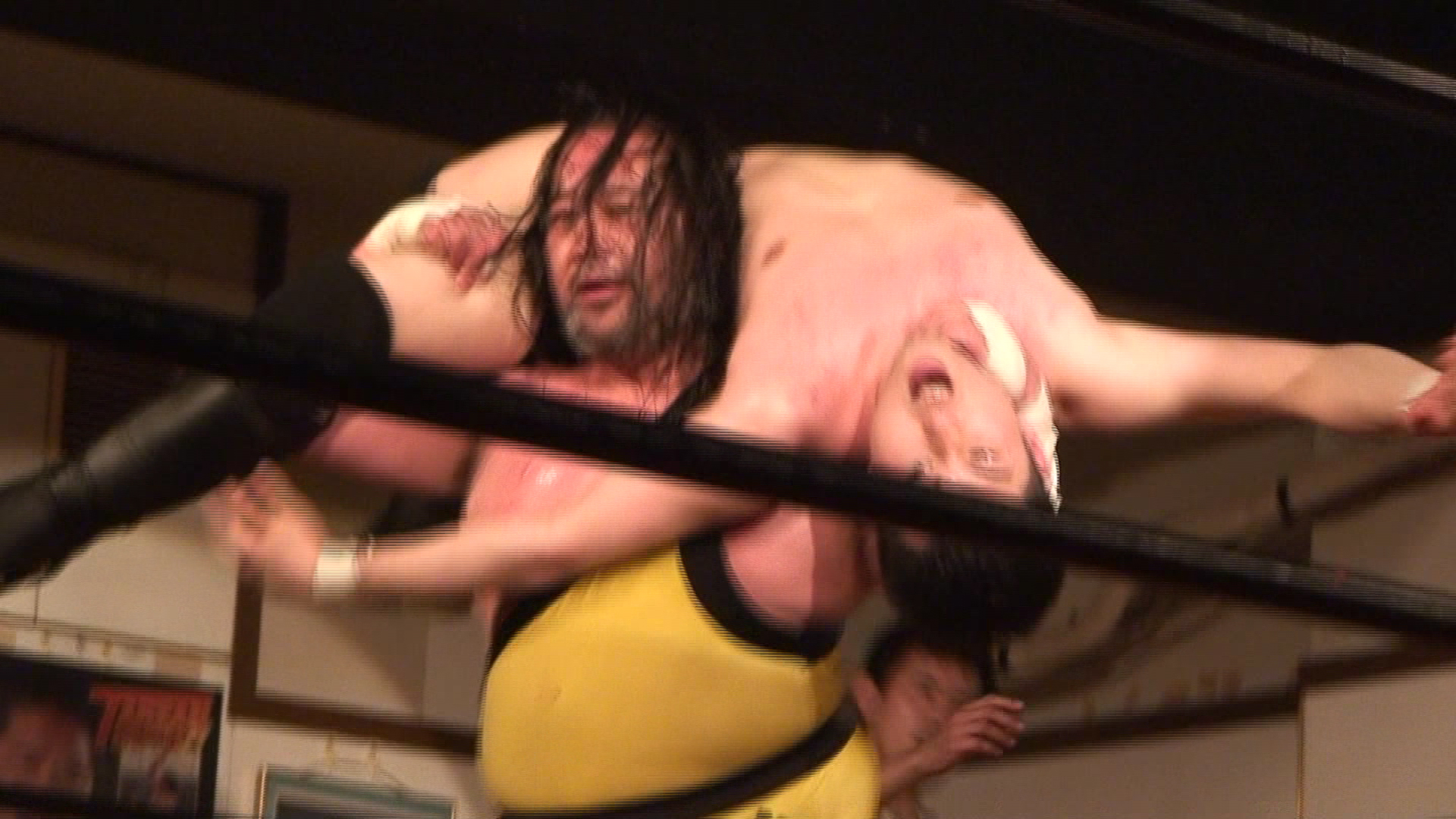
Argentine backbreaker rack.
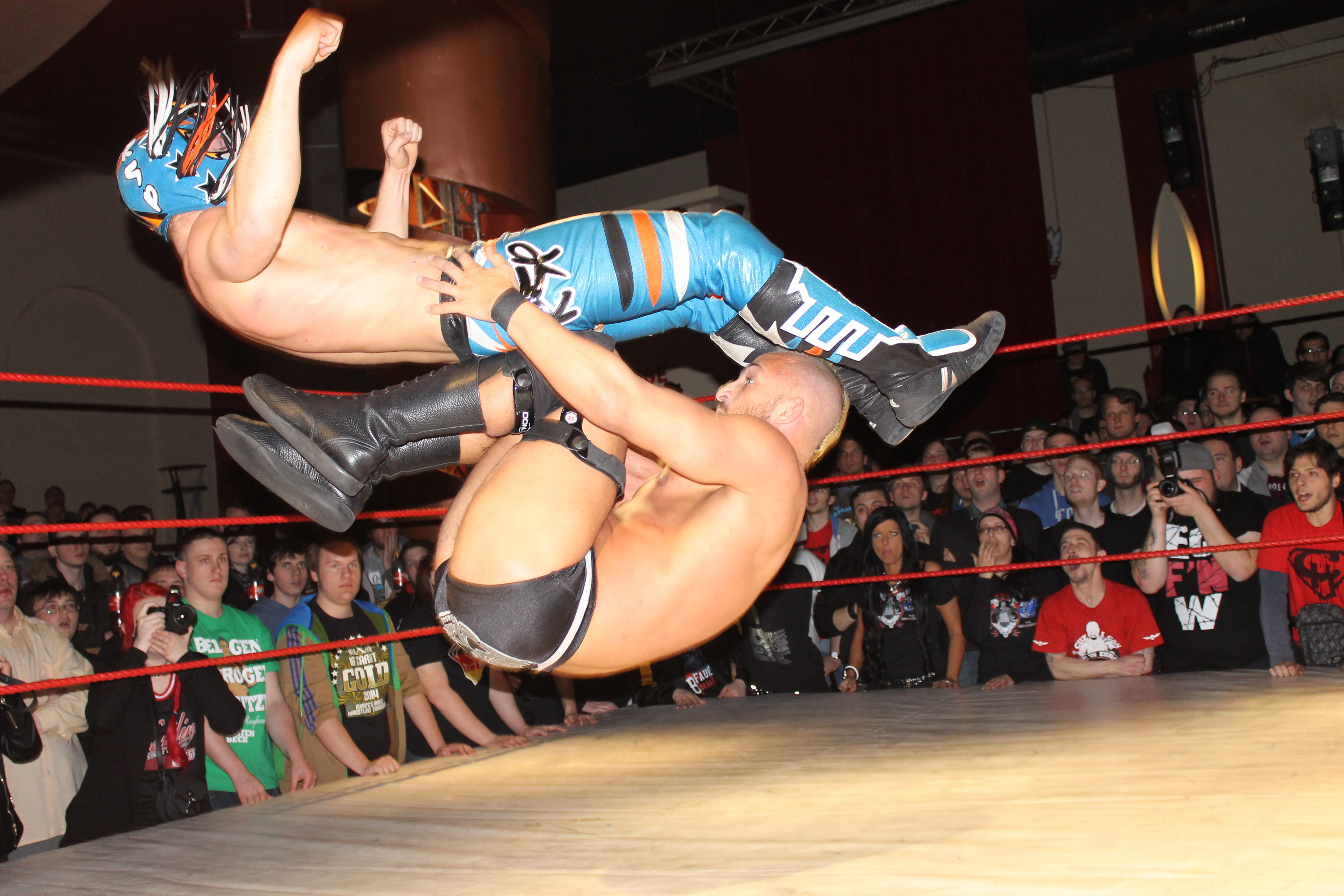
Double knee backbreaker.